# Trypanosoma hippicum
Espèce
Trypanosoma hippicum est une espèce de parasites de l'ordre des Trypanosomatida. Il parasite les chevaux et peut être véhiculé par le Vampire commun (Desmodus rotundus).